# Natação no Campeonato Mundial de Esportes Aquáticos de 2024 - 4x100 m medley feminino

A prova do revezamento 4x100 m medley feminino da natação no Campeonato Mundial de Esportes Aquáticos de 2024 foi realizada no dia 18 de fevereiro de 2024 em Doha, no Catar.

## Formato da competição
A competição consiste em duas rodadas: eliminatórias e final. As equipes com os 8 melhores tempos nas eliminatórias avançam a final. Desempates (swim-offs) são utilizados conforme necessário para quebrar os empates de avanço a próxima rodada.

## Cronograma
Todos os horários estão na hora local (UTC+3).
| Data            | Hora  | Evento        |
| --------------- | ----- | ------------- |
| 18 de fevereiro | 10:25 | Eliminatórias |
| 18 de fevereiro | 20:55 | Final         |

## Recordes
Antes desta competição, os recordes mundiais e do campeonato nesta prova eram os seguintes:
| Tipo                  | Atleta         | Tempo     | Local   | Data                |
| --------------------- | -------------- | --------- | ------- | ------------------- |
|                       | Estados Unidos | 3m 50s 40 | Gwangju | 28 de julho de 2019 |
| Recorde do campeonato | Estados Unidos | 3m 50s 40 | Gwangju | 28 de julho de 2019 |

## Medalhistas
| Ouro | Prata                                                                                        | Bronze                                                                                               |
| Austrália · Iona Anderson · Abbey Harkin · Brianna Throssell · Shayna Jack · Jaclyn Barclay · Alexandria Perkins | Suécia · Louise Hansson · Sophie Hansson · Sarah Sjöström · Michelle Coleman · Hanna Rosvall | Canadá · Ingrid Wilm · Sophie Angus · Rebecca Smith · Taylor Ruck · Sydney Pickrem · Katerine Savard |

## Resultados

### Eliminatórias
Esses foram os resultados das eliminatórias. A prova foi realizada no dia 18 de fevereiro com início às 10:25.
| Pos. | Bateria | Raia | Nacionalidade  | Nadadoras | Tempo   | Notas            |
| ---- | ------- | ---- | -------------- | --- | ------- | ---------------- |
| 1    | 3       | 5    | Canadá         | Ingrid Wilm (59.77) Sydney Pickrem (1:06.14) Rebecca Smith (57.81) Katerine Savard (54.91)                       | 3:58.63 | Q                |
| 2    | 3       | 3    | Suécia         | Hanna Rosvall (1:01.23) Sophie Hansson (1:07.23) Louise Hansson (56.84) Michelle Coleman (54.05)                 | 3:59.35 | Q                |
| 3    | 2       | 4    | Austrália      | Jaclyn Barclay (1:00.27) Abbey Harkin (1:08.15) Alexandria Perkins (57.21) Brianna Throssell (54.46)             | 4:00.09 | Q                |
| 4    | 2       | 3    | Países Baixos  | Kira Toussaint (1:00.82) Tes Schouten (1:08.36) Maaike de Waard (58.03) Kim Busch (54.88)                        | 4:02.09 | Q                |
| 5    | 2       | 5    | China          | Sun Mingxia (1:02.13) Yang Chang (1:06.50) Yu Yiting (57.84) Ai Yanhan (55.75)                                   | 4:02.22 | Q                |
| 6    | 3       | 7    | Hong Kong      | Stephanie Au (1:00.98) Siobhan Haughey (1:07.05) Natalie Kan (59.29) Camille Cheng (55.02)                       | 4:02.34 | Q                |
| 7    | 3       | 2    | Itália         | Francesca Pasquino (1:01.37) Arianna Castiglioni (1:06.75) Costanza Cocconcelli (58.35) Chiara Tarantino (56.15) | 4:02.62 | Q                |
| 8    | 2       | 6    | Polónia        | Adela Piskorska (1:01.16) Dominika Sztandera (1:07.76) Paulina Peda (58.42) Kornelia Fiedkiewicz (55.29)         | 4:02.63 | Q                |
| 9    | 3       | 8    | Singapura      | Levenia Sim (1:02.58) Letitia Sim (1:06.41) Quah Jing Wen (58.89) Quah Ting Wen (55.00)                          | 4:02.88 | Recorde nacional |
| 10   | 3       | 1    | África do Sul  | Milla Drakopoulos (1:02.48) Lara van Niekerk (1:07.50) Erin Gallagher (57.99) Emma Chelius (55.57)               | 4:03.54 |                  |
| 11   | 2       | 2    | Espanha        | Carmen Weiler (1:01.31) Jimena Ruiz (1:08.67) Paula Juste (59.09) María Daza (54.94)                             | 4:04.01 |                  |
| 11   | 2       | 7    | Grécia         | Theodora Drakou (1:01.47) Eleni Kontogeorgou (1:09.01) Anna Ntountounaki (57.79) Maria Thaleia Drasidou (55.74)  | 4:04.01 |                  |
| 13   | 1       | 4    | Hungria        | Lora Komoróczy (1:01.83) Eszter Békési (1:09.43) Panna Ugrai (58.93) Petra Senánszky (55.06)                     | 4:05.25 |                  |
| 14   | 2       | 8    | Portugal       | Camila Rebelo (1:01.13) Ana Rodrigues (1:08.89) Mariana Pacheco (59.00) Francisca Soares (56.24)                 | 4:05.26 |                  |
| 15   | 1       | 3    | Eslovênia      | Janja Šegel (1:02.02) Tara Vovk (1:10.49) Hana Sekuti (1:00.40) Neža Klančar (54.56)                             | 4:07.47 | Recorde nacional |
| 16   | 2       | 1    | México         | Tayde Sansores (1:03.13) Melissa Rodríguez (1:08.35) María José Mata Cocco (1:00.53) Tayde Revilak (56.29)       | 4:08.30 |                  |
| 17   | 3       | 0    | Filipinas      | Teia Salvino (1:03.76) Thanya Dela Cruz (1:10.13) Jasmine Alkhaldi (1:02.78) Kayla Sanchez (55.28)               | 4:11.95 |                  |
| 18   | 2       | 0    | Cazaquistão    | Xeniya Ignatova (1:02.04) Adelaida Pchelintseva (1:11.98) Sofia Spodarenko (1:00.32) Diana Taszhanova (59.58)    | 4:13.92 |                  |
| 19   | 3       | 9    | Taipé Chinesa  | Wu Yi-en (1:07.47) Lin Pei-wun (1:11.36) Applejean Gwinn (1:06.13) Huang Mei-chien (56.98)                       | 4:21.94 |                  |
| –    | 1       | 5    | Eslováquia     | DNS | DNS     | DNS              |
| –    | 2       | 9    | Lituânia       | DNS | DNS     | DNS              |
| –    | 3       | 4    | Estados Unidos | DNS | DNS     | DNS              |
| –    | 3       | 6    | Coreia do Sul  | Song Jae-yun (1:02.11) Moon Su-a (1:10.21) Kim Seo-yeong (58.11) Hur Yeon-kyung                                  | DSQ     | DSQ              |

### Final
A final foi realizada em 18 de fevereiro às 20:55.
| Pos.              | Raia | Nacionalidade | Nadadoras | Tempo   | Notas |
| ----------------- | ---- | ------------- | --- | ------- | ----- |
| Medalha de ouro   | 3    | Austrália     | Iona Anderson (59.20) Abbey Harkin (1:07.21) Brianna Throssell (56.86) Shayna Jack (52.71)                    | 3:55.98 |       |
| Medalha de prata  | 5    | Suécia        | Louise Hansson (59.93) Sophie Hansson (1:06.18) Sarah Sjöström (56.11) Michelle Coleman (54.13)               | 3:56.35 |       |
| Medalha de bronze | 4    | Canadá        | Ingrid Wilm (58.95) Sophie Angus (1:06.24) Rebecca Smith (58.28) Taylor Ruck (52.96)                          | 3:56.43 |       |
| 4                 | 2    | China         | Sun Mingxia (1:02.20) Tang Qianting (1:05.15) Yu Yiting (57.16) Ai Yanhan (54.65)                             | 3:59.16 |       |
| 5                 | 6    | Países Baixos | Kira Toussaint (1:00.26) Tes Schouten (1:07.53) Maaike de Waard (58.16) Kim Busch (54.29)                     | 4:00.24 |       |
| 6                 | 1    | Itália        | Francesca Pasquino (1:01.03) Benedetta Pilato (1:06.56) Costanza Cocconcelli (58.12) Chiara Tarantino (54.63) | 4:00.34 |       |
| 7                 | 8    | Polónia       | Adela Piskorska (1:01.24) Dominika Sztandera (1:07.46) Paulina Peda (58.49) Kornelia Fiedkiewicz (54.54)      | 4:01.73 |       |
| 8                 | 7    | Hong Kong     | Stephanie Au (1:01.29) Siobhan Haughey (1:06.82) Natalie Kan (59.95) Camille Cheng (55.09)                    | 4:03.15 |       |

Legenda
| Recorde mundial       | Recorde mundial (World record)               |                       | Recorde africano                      | Recorde africano (African) |                                           | Q | Classificado por posição (Qualified) |
| Recorde do campeonato | Recorde do campeonato (Championship record)  | Recorde da América    | Recorde da América (Americas)         | q                          | Classificado por melhor tempo (Qualified) |   |                                      |
| Melhor marca do ano   | Melhor marca do ano (World leading)          | Recorde asiático      | Recorde asiático (Asian)              | DNS                        | Não largou (Did not start)                |   |                                      |
| Recorde nacional      | Recorde nacional (National record)           | Recorde europeu       | Recorde europeu (European)            | DNF                        | Não terminou (Did not finish)             |   |                                      |
| Recorde pessoal       | Recorde pessoal do atleta (Personal best)    | Recorde da Oceania    | Recorde da Oceania (Oceania)          | DSQ / DQ                   | Desclassificado (Disqualified)            |   |                                      |
| Recorde da temporada  | Recorde da temporada do atleta (Season best) | Recorde sul-americano | Recorde sul-americano (South America) | NM                         | Sem marca (No mark)                       |   |                                      |